# Hiroaki Kumon
Hiroaki Kumon (公文 裕明, Kumon Hiroaki) est un footballeur japonais né le 20 octobre 1966.